# Aleksander Gierymski
Ignacy Aleksander Gierymski (Varsavia, 30 gennaio 1850 – Roma, 6 o 8 marzo 1901) è stato un pittore polacco del XIX secolo.
Importante esponente del realismo polacco e precursore dell'impressionismo in Polonia, fu anche fratello minore del pittore Maksymilian Gierymski.

## Biografia
Nato a Varsavia il 30 gennaio 1850, Aleksander Gierymski si diplomò alla scuola superiore di Varsavia nel 1867 e nello stesso anno iniziò a studiare disegno e pittura. Fra il 1868 e il 1872 studiò all'Accademia delle Belle Arte di Monaco, diplomandosi con una medaglia d'oro e ricevendo un encomio per la sua opera Il mercante di Venezia.
Fra il 1873 e il 1874 soggiornò in Italia, perlopiù a Roma, dove produsse le sue prime opere importanti: Roman Inn e Morra Game, che espose nel 1875 alla Galleria Zachęta di Varsavia, ottenendo l'interesse della critica e del pubblico.
Tornato a Roma fra la fine del 1875 e il 1879, per studiare la pittura italiana e migliorare la propria tecnica, produsse l'importante opera Il pergolato, un lavoro di approccio all'Impressionismo che venne paragonato ai lavori dei suoi corrispondenti francesi, in particolare Monet, anche se Gierymski non era ancora mai stato a Parigi e non è provato che conoscesse il loro lavoro.
Il periodo più produttivo fu quello del 1879-1888, trascorso a Varsavia. Inserito in una cerchia di scrittori e pittori positivisti, si guadagnò l'ammirazione di Stanisław Witkiewicz, direttore del periodico Wędrowiec, che si prodigò per il riconoscimento pubblico del talento di Gierymski. Opere di questo periodo sono Jewish women selling oranges, The Old Town Gate, Solec’s Marina, The Feast of Trumpets e Sandblasters. Nessuna di queste ottenne successo in patria e nel 1888, al verde, lasciò nuovamente la Polonia.
Visse prevalentemente in Francia e Germania, producendo per lo più opere impersonali, di paesaggi e scene notturne.
Dopo un breve ultimo soggiorno in Polonia fra il 1893 e il 1895 per tentare di ottenere il riconoscimento dell'Accademia delle Belle Arti di Cracovia, si trasferì definitivamente in Italia, dove si dedicò a ritrarre scorci cittadini e monumenti.
Nei suoi ultimi anni, venne rinchiuso in un ospedale psichiatrico a Roma, in via della Lungara.
L'amarezza per il mancato successo patrio si riflette nelle sue opere, come l'autoritratto dipinto un anno prima della morte.
Gierymski morì a Roma, ancora internato, fra il 6 e l'8 marzo 1901. Venne sepolto nella stessa città, nel cimitero del Verano.

## Opere parziali
- Jewish Woman Selling Lemons (1881), Museo della Slesia, Katowice, Polonia.
- Jewess with Oranges (1881), Museo Nazionale di Varsavia (Rubato nel 1944, ritrovato in Germania nel 2010)
- Il pergolato (1882), Museo Nazionale di Varsavia.
- Powiśle (1883), Museo Nazionale di Cracovia.
- Feast of Trumpets I (1884), Museo Nazionale di Varsavia.
- Sandblasters (1887), Museo Nazionale di Varsavia.
- Wittelsbach Square in Munich at night (1890), Museo Nazionale di Varsavia.
- Twilight over Seine (1892–1893), Museo Nazionale di Cracovia.
- Peasant's Coffin (1894–1895), Museo Nazionale di Varsavia.
- A boy carrying a shaft (1895), Museo Nazionale di Breslavia.
- Lake on the sunset (1900), collezione privata.
- Stone Pine near Villa Borghese in Rome (1900), Museo Nazionale di Cracovia.
- The Sea (1891), Museo Nazionale di Varsavia.